# Peñalba de Ávila (kommunhuvudort)
Peñalba de Ávila är en kommunhuvudort i Spanien.   Den ligger i provinsen Provincia de Ávila och regionen Kastilien och Leon, i den centrala delen av landet, 100 km väster om huvudstaden Madrid. Peñalba de Ávila ligger 1 062 meter över havet och antalet invånare är 130.
Terrängen runt Peñalba de Ávila är platt norrut, men söderut är den kuperad. Terrängen runt Peñalba de Ávila sluttar norrut. Runt Peñalba de Ávila är det ganska tätbefolkat, med 80 invånare per kvadratkilometer. Närmaste större samhälle är Ávila, 13,4 km söder om Peñalba de Ávila. Trakten runt Peñalba de Ávila består till största delen av jordbruksmark.